# Sortowanie przez zliczanie
Sortowanie przez zliczanie (ang. counting sort) – metoda sortowania danych, która polega na sprawdzeniu ile wystąpień kluczy mniejszych od danego występuje w sortowanej tablicy.
Algorytm zakłada, że klucze elementów należą do skończonego zbioru (np. są to liczby całkowite z przedziału 0..100), co ogranicza możliwości jego zastosowania.

## Opis algorytmu
Na początku działania algorytmu ustalany jest przedział wartości, które zależą od wartości wszystkich elementów w sekwencji, która ma być posortowana. Dla przykładu, sekwencja v liczb całkowitych [100, 2, 0, 150, 2, 3, 0] tworzy przedział [min(v), max(v)] = [0, 150] wynoszący łącznie 151 elementów; z kolei v' o wartościach [15, 6, 11, 10] tworzy przedział [6, 15] z dziesięcioma elementami. W momencie, gdy przedział nie jest znany, można posłużyć się minimalnymi i maksymalnymi wartościami typów elementów w v (np. dla sekwencji, gdzie każdy element ma typ unsigned char (8 bitów) jest to [0, 255]).
Dla każdego elementu z utworzonego przedziału obliczana jest liczba jego wystąpień w wejściowej sekwencji v, tzn. tworzony jest histogram dla elementów sekwencji wejściowej. Na podstawie utworzonego histogramu generowana jest sekwencja wyjściowa, czyli posortowane elementy. Generowanie polega na iteracji po kolejnym elemencie w histogramie (który również jest sekwencją) oraz konkatenacji do sekwencji wynikowej tymczasowej sekwencji tylu elementów o danej wartości ile wskazuje histogram dla danego elementu. Początkowa sekwencja wynikowa jest pusta.
Sortowanie przez zliczanie można rozumieć jako złożenie dwóch funkcji, h generującej histogram, oraz g generującej sekwencję wyjściową na podstawie histogramu: g(h(v)). Złożenie w wyniku daje posortowaną sekwencję elementów wejściowych. Przykład:
```
       v = [0, 3, 2, 3, 3, 3] -- dane wejściowe
h(v) = z = [1, 0, 1, 4]       -- histogram (w tym przypadku indeks określa wartość elementu w v)
   
   -- iteracja po histogramie, ++ oznacza konkatenację sekwencji
   []                                     -- start: pusta sekwencja wyjściowa
   []     ++ [0]    = [0]                 -- element o wartości 0 w sekwencji wejściowej v występuje z[0] razy (=1)
   [0]    ++ []     = [0]                 -- element o wartości 1 w sekwencji wejściowej v występuje z[1] razy (=0)
   [0]    ++ [2]    = [0, 2]              -- element o wartości 2 w sekwencji wejściowej v występuje z[2] razy (=1)
   [0, 2] ++ [3, 3] = [0, 2, 3, 3, 3, 3]  -- element o wartości 3 w sekwencji wejściowej v występuje z[3] razy (=4)
   
wynik: [0, 2, 3, 3, 3, 3]

```

W powyższym przykładzie wykorzystano indeks (numerowany od zera) jako wartość elementu z wejściowej sekwencji v do pobrania danych z wygenerowanego histogramu z. W przypadku, gdy przedział wartości nie zawiera w sobie wartości 0, lub gdy histogram nie może być indeksowany w z góry zdefiniowany sposób, wymagana jest dodatkowa funkcja, która zapewni dostęp do z przy pomocy elementu z v. Zadanie takiej funkcji zwykle sprowadza się do manipulacji indeksami przy pomocy podstawowej arytmetyki.

## Zalety i wady
Główną zaletą tej metody jest liniowa złożoność obliczeniowa algorytmu – O(n+k) (n – oznacza liczebność zbioru, k – rozpiętość danych, czyli w przypadku liczb całkowitych: powiększoną o 1 różnicę między maksymalną a minimalną wartością, np. rozpiętość liczb w Dużym Lotku wynosi (49-1) + 1 = 49). 
Największymi ograniczeniami algorytmu są konieczność uprzedniej znajomości zakresu danych i złożoność pamięciowa (wymaga dodatkowo O(k) lub O(n+k) pamięci).

## Implementacje
Istnieją dwie implementacje algorytmu:
- prostsza – sortująca in situ (w miejscu), zakłada, że elementy o równych kluczach są nierozróżnialne, nie mogą zatem być to klucze danych (każdy z nich jest bowiem powiązany z przenoszoną wartością – zatem, mimo iż są one równe, muszą pozostawać rozróżnialne);
- standardowa – gwarantuje stabilność i nie wymaga dodatkowego założenia. Potrzebuje natomiast O(n) dodatkowej pamięci;

## Przykładowa implementacja wjęzyku C
Wersja ta sortuje n-elementową tablicę liczb całkowitych.
```
const
 
int
 
k
 
=
 
77
;
 
// elementami tablicy T są liczby całkowite z 

                              
// z przedziału 0..76

const
 
int
 
n
 
=
 
1000
;

int
 
T
[
n
];
 
// tablica zawierająca elementy do posortowania

int
 
Tp
[
n
];
 
// tablica zawierająca elementy posortowane

int
 
TPom
[
k
];
 
// zawiera liczbę elementów o danej wartości

 

int
 
i
;
 
// zmienna pomocnicza

  
for
(
i
 
=
 
0
 
;
 
i
 
<
 
k
 
;
 
++
i
)

    
TPom
[
i
]
 
=
 
0
;
                
// zerowanie tablicy

  
for
(
i
 
=
 
0
 
;
 
i
 
<
 
n
 
;
 
++
i
)

    
++
TPom
[
T
[
i
]];
               
// po tych operacjach TPom[i] będzie zawierała 

                                
// liczbę wystąpień kolejnego elementu o wartości T[i]

  
for
(
i
 
=
 
1
 
;
 
i
 
<
 
k
 
;
 
++
i
)

    
TPom
[
i
]
 
+=
 
TPom
[
i
-1
];
       
// teraz TPom[i] zawiera pozycje w posortowanej

                                
// tablicy ostatniego elementu o kluczu i

  
for
(
i
 
=
 
n
-1
 
;
 
i
 
>=
 
0
 
;
 
--
i
)

     
Tp
[
--
TPom
[
T
[
i
]]]
 
=
 
T
[
i
];
   
// wstawienie elementu na odpowiednią pozycję 

                                
// i aktualizacja TPom

```